# 安茹的瑪麗
安茹的瑪麗（法語：Marie d'Anjou，1404年10月14日—1463年11月29日），法國王后，1422年至1461年在位。

## 家庭
1422年，瑪麗與法國國王查理七世結婚，誕下14個孩子：
1. 路易十一（1423年—1483年），法國國王
2. 拉德貢德（英语：Radegonde of Valois）（1428年—1445年），早逝
3. 凱瑟琳（1428年—1446年），早逝
4. 約蘭德（英语：Yolande of Valois）（1434年—1478年），薩伏依公爵夫人
5. 讓娜（英语：Joan of France, Duchess of Bourbon）（1435年—1482年），波旁公爵夫人
6. 瑪格達萊娜（英语：Magdalena of Valois）（1443年—1495年），維亞納親王妃
7. 查理（英语：Charles of Valois, Duke of Berry），貝里公爵